# 王廖
王廖（？－？），中國戰國時期秦國秦昭王時期知名將軍、兵法家。

## 記載
- 《呂氏春秋·不二篇》：「王廖貴先，倪良貴後」。
- 賈誼《過秦論》：「吳起、孫臏、帶佗、倪良、王廖、田忌、廉頗、趙奢之朋制其兵」。